# 三國雅彦
三國 雅彦（みくに まさひこ）は、日本の医学者、精神科医。群馬大学医学部教授を経て、同大学院医学研究科教授。元群馬大学医学部教授。学位は、医学博士（北海道大学・1986年）。

## 来歴
1979年 北海道大学医学部附属病院精神科助手。1981年 シカゴ大学精神科客員助教授。1985年 北海道大学医学部附属病院精神科講師。
1988年 医学博士（北海道大学）。1987年 国立精神・神経センター神経研究所躁うつ病研究室室長。
1994年 群馬大学医学部神経精神医学講座助教授。1998年 群馬大学医学部神経精神医学講座教授。2007年 群馬大学大学院医学研究科脳神経精神行動学分野教授。

## 学会
- 日本精神科診断学会理事
- 日本生物学的精神医学会元理事
- 日本統合失調症学会評議員
- 日本神経精神薬理学会評議員[1]

## 著書
- 『精神疾患診断のための脳形態・機能検査法』新興医学出版社、2012年2月。ISBN 9784880027302。

## 関連人物
- 新井平伊
- 渡邉義文